# Сунгайколок
Сунгайколок (тайск. เทศบาลเมืองสุไหงโก-ลก) — город в Таиланде.

## Название
Слово Сунгай Колок в переводе с малайского языка означает Река-меч.

## История
Поселение получило статус города в 2004 году.

## География
Город находится в провинции Наратхиват в южной части Таиланда примерно в 876 км к югу от Бангкока. Через город протекает река Голок.
Сунгайколок является приграничным городом Таиланда с Малайзией. Также имеется пограничный переход по мосту через реку в малайзийский город Рантау-Панджанг.

## Население
По состоянию на 2015 год население города составляет 41 631 человек. Плотность населения — 2031 чел/км². Численность женского населения (52,6 %) превышает численность мужского (47,4 %).